# レッドドルフィンズ (アイドルユニット)
レッドドルフィンズ（RED DOLPHINS）は、1990年代初頭に活動した日本の男性インラインスケートアイドルグループ。
所属芸能事務所はタニプロモーション。レーベルはビクター。プロデューサーはタニプロモーション創設者の谷口誠治。

## メンバー
1stアルバム『NONFICTION PANIC』ジャケットのメンバー紹介ほかを参照。
| 名前                          | 生年月日       | 血液型 | 備考                                                                               |
| ----------------------------- | -------------- | ------ | ---------------------------------------------------------------------------------- |
| 関沢圭司（せきざわ けいじ）   | 1970年10月9日  | A型    | リーダー。解散後子供向け番組等にうたのおにいさんやたいそうのおにいさんとして出演。 |
| 渡辺武徳（わたなべ たけのり） | 1975年1月5日   | B型    |                                                                                    |
| 藤井健一（ふじい けんいち）   | 1975年11月28日 | B型    | 本名は藤井賢一。解散後芸能プロダクションを立ち上げ。                               |
| 永山良範（ながやま よしのり） | 1970年12月2日  | O型    |                                                                                    |
| 宇田川桂（うだがわ けい）     | 1971年9月25日  | O型    |                                                                                    |
| 長瀬秀則（ながせ ひでのり）   | 1971年1月25日  | A型    |                                                                                    |
| 高橋直純（たかはし なおずみ） | 1970年12月6日  | A型    | 解散後シンガーソングライターや声優等として活動。                                   |

## ディスコグラフィー
関沢圭司のプロフィールほかを参照。

### アルバム
1. NONFICTION PANIC（1991年2月21日）
  1. STAR LUSTER
  2. Rolling Your Dreams
  3. ノンフィクション パニック
  4. あい･まい･Me
  5. BACK OF LIGHT
2. TEENAGE SCRAMBLE（1991年8月21日）
  1. BLUE SHOUT!
  2. 溜め息のカウント･ダウン･テン
  3. TEENAGE SCRAMBLE〜ローラーボーイズ〜
  4. Time Eater
  5. 純情ハリケーン
  6. あの時の“I Love You”
3. ENERGY#（1992年6月21日）
  1. Super Circus
  2. 空を見上げよう
  3. GO! GO! GORILLA!
  4. Try on Fly
  5. ROCK BOTTOM〜無気力な朝〜
  6. 2人だけのスローナンバー
  7. Rush to HAVEN
  8. Morning Girl
  9. Downtown Jack & Jill
  10. あの日の空、あの時の風

### ビデオ
- ノンフィクション・パニック
- D-Voice

## 出演作品

### テレビ
- アイドル共和国（テレビ朝日）レギュラー
- 超人機メタルダー 第22話（1987年8月31日、テレビ朝日）- レッドドルフィン 役

### ラジオ
- 赤坂学園新鮮組 エスクエラやろうぜ!（ラジオたんぱ）

### CM
- ブルボン「ツイスター」